# Kantongerecht Noordwijk

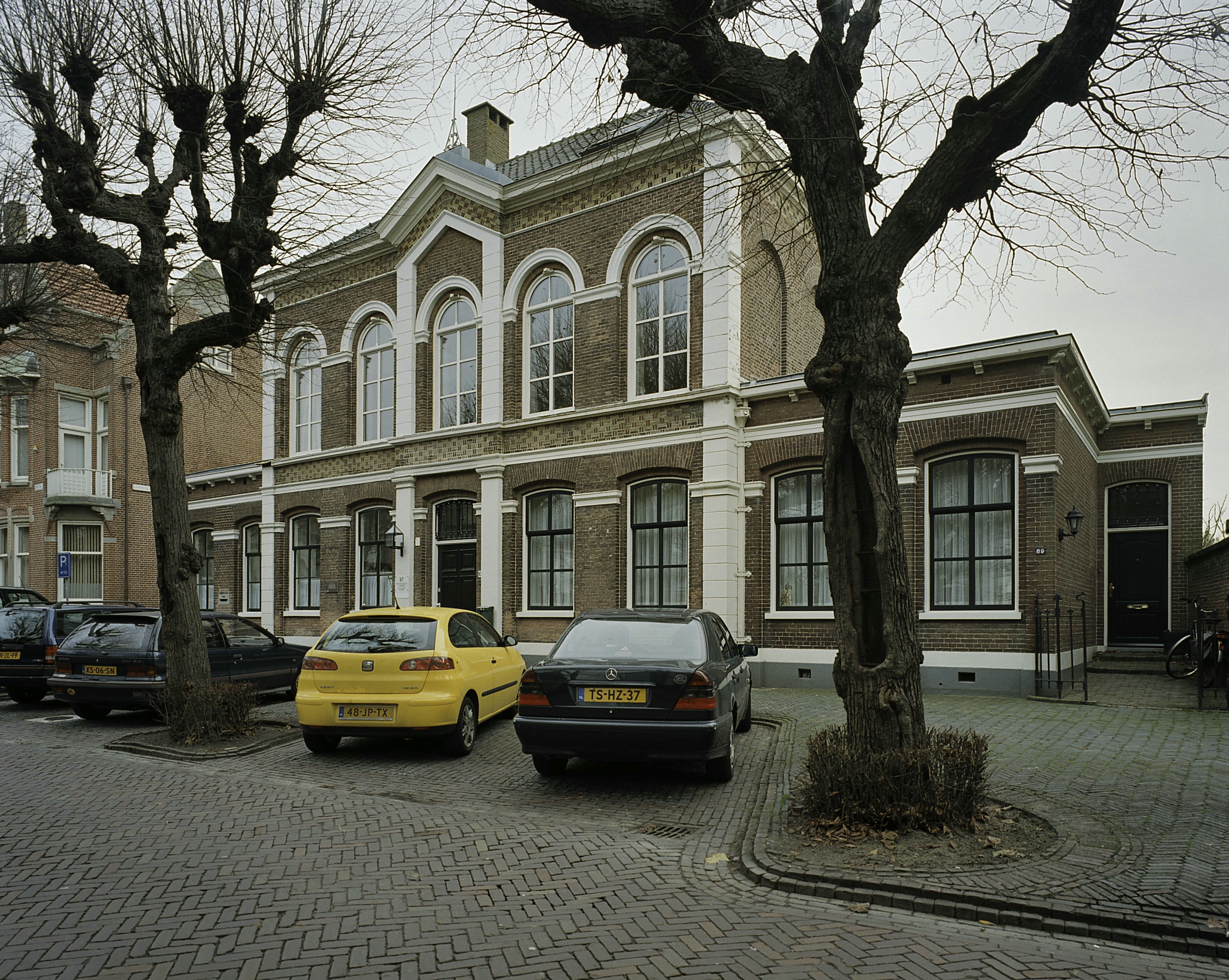
Het voormalige kantongerecht aan de Voorstraat

Het kantongerecht Noordwijk was van 1838 tot 1877 een van de kantongerechten in Nederland. 

## Gebouw
Het gerecht kreeg in 1861 een eigen gebouw, ontworpen door A.C. Pierson. De Eclectische stijl met rondbogen, de zogenaamde `rondbogenstijl',  is kenmerkend voor overheidsgebouw uit dezelfde periode. Het kantongerecht sloot in 1877. Van 1878 tot 1994 deed het gebouw dienst als postkantoor. De eenlaagse zuidvleugel stamt uit 1928. In 1939 is het gebouw aan de achterkant uitgebreid. In 1994 werd het verbouwd en kreeg het een woon- en praktijkruimte. Het gebouw is sinds 1999 een rijksmonument.

## Het kanton
Het kantongerecht werd in 1838 ingevoerd als opvolger van de vrederechter. Veelal werd het oude kanton van de vrederechter het nieuwe kanton voor de kantonrechter. Noordwijk was bij de invoering het tweede kanton van het arrondissement Leiden. Het werd gevormd door de gemeenten: Beide de Noordwijken Langeveld en Offem, Lisse, Hillegom, De Vennip, Noordwijkerhout, Zilk en de Hoge Boekhorst, Vrije en Lage Boekhorst, Oegstgeest en Poelgeest, Sassenheim, Voorhout, Warmond, Beide de Katwijken en het Zand, Valkenburg en Rijnsburg. Bij de opheffing in 1877 werden een gedeelte van het kanton Noordwijk en het gehele kanton Leiden samengevoegd tot een nieuw kanton Leiden en deel van het arrondissement 's-Gravenhage.